# 캐슬바니아: 블러드라인즈
《캐슬바니아: 블러드라인즈》(Castlevania: Bloodlines)는 코나미가 발매한 액션 플랫폼 게임이다. 메가 드라이브로 발매된 유일한 캐슬바니아 게임으로, 1994년 3월 17일 북미 지역에서 처음 출시됐다. 일본선 《뱀파이어 킬러》(バンパイアキラー), 유럽선 《캐슬바니아: 더 뉴 제너레이션》(Castlevania: The New Generation)이라는 제목으로 출시됐다.
20세기의 유럽을 무대로, 드라큘라를 세상으로 불러오는데 필요한 수많은 희생양을 만들 결심으로 제1차 세계대전을 주모한 바토리 에르제베트의 악행을 다뤘다. 드라큘라의 완전한 부활을 막기 위해 서로 다른 이유로 일어선 존 모리스와 에릭 리카드가 이 게임의 두 주인공이다.

## 평가
| 평가                                          |        |
| --------------------------------------------- | ------ |
| 통합 점수 통합사 점수 게임랭킹스 83.50% [ 1 ] |        |
| 통합 점수                                     |        |
| 통합사                                        | 점수   |
| 게임랭킹스                                    | 83.50% |